# Menuet en do majeur, KV 1f (Mozart)
Le Menuet pour clavier en Do majeur, KV6/ 1f, est une brève pièce, composée par Wolfgang Amadeus Mozart à Salzbourg probablement en 1764. Ce morceau de musique se trouve dans le Nannerl Notenbuch, un petit cahier que Leopold Mozart, le père de Wolfgang, employait pour enseigner la musique à ses enfants. La pièce a été mise par écrit par Leopold, car le petit Wolfgang était trop jeune pour savoir écrire la musique.   

## Description
C'est une pièce très courte, comprenant seulement seize mesures, écrite dans la tonalité de Do majeur et jouée à 
. Elle est habituellement interprétée au clavecin, mais elle peut-être jouée sur d'autres instruments à clavier.

## Analyse
Comme l'indique le tempo, c'est une pièce assez rapide. Elle comporte deux parties, avec des signes de répétition à la fin de chaque section. La musique est simple et classique dans son style.